# DDR-Einzelmeisterschaft im Schach 1962
Die 12. DDR-Einzelmeisterschaft im Schach fand im Februar 1962 in Gera statt.

## Allgemeines
Austragungsort war der Parkettsaal des Konsum-Klubhauses. Hauptschiedsrichter war Johannes Hoffmann aus Rüdersdorf. Die Teilnehmer hatten sich über das sogenannte Dreiviertelfinale sowie ein System von Vorberechtigungen und Freiplätzen für diese Meisterschaft qualifiziert. Gemäß einer Empfehlung der FIDE wurden die Hängepartien nach nur zweistündiger Pause fortgesetzt. Die Fachpresse moniert, dass davon die Qualität der Partien in Mitleidenschaft gezogen wurde und begründet mit dieser Mehrbelastung auch einige voreilige Remisschlüsse.

## Meisterschaft der Herren
Wolfgang Pietzsch aus Leipzig holte seinen zweiten DDR-Meistertitel. Er hatte den Turniersieg bereits vor der letzten Runde gesichert. Titelverteidiger Zinn kam hinter dem Hallenser Malich auf den dritten Platz, obwohl er die vor ihm platzierten Medaillengewinner geschlagen hatte.

### Abschlusstabelle
|    | Teilnehmer         | 01 | 02 | 03 | 04 | 05 | 06 | 07 | 08 | 09 | 10 | 11 | 12 | 13 | 14 | 15 | 16 | 17 | Punkte |
| -- | ------------------ | -- | -- | -- | -- | -- | -- | -- | -- | -- | -- | -- | -- | -- | -- | -- | -- | -- | ------ |
| 01 | Wolfgang Pietzsch  |    | ½  | 0  | ½  | ½  | ½  | ½  | 1  | 1  | ½  | 1  | 1  | 1  | 1  | 1  | ½  | 1  | 11½    |
| 02 | Burkhard Malich    | ½  |    | 0  | ½  | 1  | ½  | ½  | 1  | ½  | 1  | 1  | 0  | ½  | 1  | ½  | 1  | 1  | 10½    |
| 03 | Lothar Zinn        | 1  | 1  |    | ½  | ½  | ½  | 0  | 1  | 1  | ½  | 1  | ½  | ½  | ½  | ½  | 0  | 1  | 10     |
| 04 | Heinz Liebert      | ½  | ½  | ½  |    | ½  | ½  | ½  | ½  | ½  | ½  | 1  | ½  | 1  | ½  | ½  | 1  | 1  | 10     |
| 05 | Günther Möhring    | ½  | 0  | ½  | ½  |    | 1  | 0  | ½  | ½  | ½  | 1  | 1  | ½  | 1  | 1  | 1  | ½  | 10     |
| 06 | Siegfried Mühlberg | ½  | ½  | ½  | ½  | 0  |    | ½  | 0  | 1  | ½  | 1  | 1  | ½  | 1  | ½  | 0  | 1  | 09     |
| 07 | Werner Golz        | ½  | ½  | 1  | ½  | 1  | ½  |    | ½  | ½  | ½  | 0  | ½  | ½  | ½  | ½  | 0  | 1  | 08½    |
| 08 | Fritz Baumbach     | 0  | 0  | 0  | ½  | ½  | 1  | ½  |    | ½  | 1  | 1  | ½  | 1  | 0  | 1  | ½  | ½  | 08½    |
| 09 | Bodo Starck        | 0  | ½  | 0  | ½  | ½  | 0  | ½  | ½  |    | 1  | ½  | 1  | ½  | 1  | 0  | 1  | 1  | 08½    |
| 10 | Dieter Bertholdt   | ½  | 0  | ½  | ½  | ½  | ½  | ½  | 0  | 0  |    | ½  | 0  | 1  | 1  | 1  | 1  | 1  | 08½    |
| 11 | Horst Handel       | 0  | 0  | 0  | 0  | 0  | 0  | 1  | 0  | ½  | ½  |    | 1  | 1  | ½  | ½  | 1  | 1  | 07     |
| 12 | Detlef Neukirch    | 0  | 1  | ½  | ½  | 0  | 0  | ½  | ½  | 0  | 1  | 0  |    | ½  | 0  | 1  | 1  | 0  | 06½    |
| 13 | Reinhart Fuchs     | 0  | ½  | ½  | 0  | ½  | ½  | ½  | 0  | ½  | 0  | 0  | ½  |    | 0  | 1  | 1  | 1  | 06½    |
| 14 | Egon Storch        | 0  | 0  | ½  | ½  | 0  | 0  | ½  | 1  | 0  | 0  | ½  | 1  | 1  |    | 0  | ½  | 1  | 06½    |
| 15 | Anton Csulits      | 0  | ½  | ½  | ½  | 0  | ½  | ½  | 0  | 1  | 0  | ½  | 0  | 0  | 1  |    | 1  | 0  | 06     |
| 16 | Albert Zirngibl    | ½  | 0  | 1  | 0  | 0  | 1  | 1  | ½  | 0  | 0  | 0  | 0  | 0  | ½  | 0  |    | 1  | 05½    |
| 17 | Manfred Böhnisch   | 0  | 0  | 0  | 0  | ½  | 0  | 0  | ½  | 0  | 0  | 0  | 1  | 0  | 0  | 1  | 0  |    | 03     |

### Dreiviertelfinale
Das Dreiviertelfinale der Herren fand im August 1961 in Schwarzheide statt. Die drei DDR-Spitzenspieler Lothar Zinn, Wolfgang Uhlmann und Reinhart Fuchs waren für die Endrunde der Meisterschaft gesetzt. Hingegen mussten der Vizemeister des Vorjahres Jürgen Mädler und Ex-Meister Wolfgang Pietzsch in die Qualifikation. Schiedsrichter waren Kurt Dullin und Werner Schönbild.
Gruppe A
|    | Teilnehmer         | 01 | 02 | 03 | 04 | 05 | 06 | 07 | 08 | 09 | 10 | 11 | 12 | 13 | Punkte |
| -- | ------------------ | -- | -- | -- | -- | -- | -- | -- | -- | -- | -- | -- | -- | -- | ------ |
| 01 | Werner Golz        |    | ½  | ½  | 1  | ½  | ½  | 1  | ½  | 1  | 1  | 1  | 1  | 1  | 9½     |
| 02 | Jürgen Mädler      | ½  |    | ½  | ½  | ½  | 1  | ½  | ½  | 1  | 1  | ½  | ½  | 1  | 8      |
| 03 | Albert Zirngibl    | ½  | ½  |    | ½  | 1  | 0  | 1  | ½  | 1  | ½  | ½  | 1  | ½  | 7½     |
| 04 | Egon Storch        | 0  | ½  | ½  |    | 0  | 1  | 0  | 1  | 1  | ½  | 1  | 1  | 1  | 7½     |
| 05 | Anton Csulits      | ½  | ½  | 0  | 1  |    | ½  | 1  | ½  | ½  | 1  | 1  | 0  | ½  | 7      |
| 06 | Hans G. Vorwerk    | ½  | 0  | 1  | 0  | ½  |    | 0  | 1  | ½  | 1  | 1  | 1  | ½  | 7      |
| 07 | Siegfried Landgraf | 0  | ½  | 0  | 1  | 0  | 1  |    | 1  | 0  | 0  | 0  | 1  | 1  | 5½     |
| 08 | Manfred Kahn       | ½  | ½  | ½  | 0  | ½  | 0  | 0  |    | ½  | ½  | 1  | 1  | ½  | 5½     |
| 09 | M. Müller          | 0  | 0  | 0  | 0  | ½  | ½  | 1  | ½  |    | 1  | 1  | 0  | 1  | 5½     |
| 10 | Wolfgang Pitt      | 0  | 0  | ½  | ½  | 0  | 0  | 1  | ½  | 0  |    | ½  | 1  | 1  | 5      |
| 11 | G. Appelt          | 0  | ½  | ½  | 0  | 0  | 0  | 1  | 0  | 0  | ½  |    | ½  | 1  | 4      |
| 12 | H.-D. Witt         | 0  | ½  | 0  | 0  | 1  | 0  | 0  | 0  | 1  | 0  | ½  |    | 0  | 3      |
| 13 | M. Schneider       | 0  | 0  | ½  | 0  | ½  | ½  | 0  | ½  | 0  | 0  | 0  | 1  |    | 3      |

Gruppe B
|    | Teilnehmer        | 01 | 02 | 03 | 04 | 05 | 06 | 07 | 08 | 09 | 10 | 11 | 12 | 13 | Punkte |
| -- | ----------------- | -- | -- | -- | -- | -- | -- | -- | -- | -- | -- | -- | -- | -- | ------ |
| 01 | Wolfgang Pietzsch |    | 1  | ½  | 1  | ½  | 1  | 0  | 1  | 1  | ½  | 1  | 1  | +  | 9½     |
| 02 | Detlef Neukirch   | 0  |    | ½  | 1  | 1  | 1  | 1  | ½  | 1  | 1  | ½  | 1  | +  | 9½     |
| 03 | Heinz Liebert     | ½  | ½  |    | ½  | ½  | 1  | 1  | 1  | 1  | ½  | 1  | ½  | +  | 9      |
| 04 | Bodo Starck       | 0  | 0  | ½  |    | ½  | 1  | 1  | 1  | 1  | ½  | ½  | 1  | 1  | 8      |
| 05 | Horst Handel      | ½  | 0  | ½  | ½  |    | ½  | 1  | ½  | 1  | 1  | 1  | 1  | ½  | 8      |
| 06 | W. Meier          | 0  | 0  | 0  | 0  | ½  |    | 0  | 1  | 1  | 1  | 1  | 1  | 1  | 6½     |
| 07 | H. Zapke          | 1  | 0  | 0  | 0  | 0  | 1  |    | 1  | ½  | 0  | 0  | 1  | ½  | 5      |
| 08 | Hermann Brameyer  | 0  | ½  | 0  | 0  | ½  | 0  | 0  |    | ½  | 1  | ½  | 1  | 1  | 5      |
| 09 | Heinz Zöphel      | 0  | 0  | 0  | 0  | 0  | 0  | ½  | ½  |    | 1  | 1  | 1  | +  | 5      |
| 10 | W. Lehmann        | ½  | 0  | ½  | ½  | 0  | 0  | 1  | 0  | 0  |    | 0  | 1  | 1  | 4½     |
| 11 | Klaus Müller      | 0  | ½  | 0  | ½  | 0  | 0  | 1  | ½  | 0  | 1  |    | 0  | +  | 4½     |
| 12 | Werner Simmchen   | 0  | 0  | ½  | 0  | 0  | 0  | 0  | 0  | 0  | 0  | 1  |    | 1  | 2½     |
| 13 | Werner Nitsche    | –  | –  | –  | 0  | ½  | 0  | ½  | 0  | –  | 0  | –  | 0  |    | 1      |

Der Spieler Werner Nitsche trat nach acht Runden aus gesundheitlichen Gründen zurück.
Gruppe C
|    | Teilnehmer       | 01 | 02 | 03 | 04 | 05 | 06 | 07 | 08 | 09 | 10 | 11 | 12 | 13 | Punkte |
| -- | ---------------- | -- | -- | -- | -- | -- | -- | -- | -- | -- | -- | -- | -- | -- | ------ |
| 01 | Günther Möhring  |    | ½  | ½  | 1  | 1  | 0  | 1  | 1  | 1  | 1  | 1  | 1  | 1  | 10     |
| 02 | Burkhard Malich  | ½  |    | ½  | ½  | ½  | 1  | ½  | 1  | 1  | 1  | 1  | 1  | 1  | 09½    |
| 03 | Fritz Baumbach   | ½  | ½  |    | ½  | 1  | 1  | 0  | 1  | 1  | 1  | ½  | 1  | 1  | 09     |
| 04 | Klaus Tiemer     | 0  | ½  | ½  |    | ½  | 1  | 1  | ½  | 1  | 1  | 1  | 1  | 1  | 09     |
| 05 | Manfred Böhnisch | 0  | ½  | 0  | ½  |    | 1  | 1  | 1  | 1  | ½  | 1  | 1  | 1  | 08½    |
| 06 | Gerhard Schmidt  | 1  | 0  | 0  | 0  | 0  |    | 1  | 0  | ½  | 1  | ½  | 1  | 1  | 06     |
| 07 | Artur Hennings   | 0  | ½  | 1  | 0  | 0  | 0  |    | ½  | ½  | ½  | 1  | ½  | 1  | 05½    |
| 08 | Ullrich Brümmer  | 0  | 0  | 0  | ½  | 0  | 1  | ½  |    | 0  | ½  | 1  | 1  | 1  | 05½    |
| 09 | Manfred Türke    | 0  | 0  | 0  | 0  | 0  | ½  | ½  | 1  |    | 1  | ½  | ½  | 1  | 05     |
| 10 | Günter Fiensch   | 0  | 0  | 0  | 0  | ½  | 0  | ½  | ½  | 0  |    | 1  | 0  | 1  | 03½    |
| 11 | Erich Granitzki  | 0  | 0  | ½  | 0  | 0  | ½  | 0  | 0  | ½  | 0  |    | 1  | 1  | 03½    |
| 12 | G. Rathmann      | 0  | 0  | 0  | 0  | 0  | 0  | ½  | 0  | ½  | 1  | 0  |    | 1  | 03     |
| 13 | P. Köpke         | 0  | 0  | 0  | 0  | 0  | 0  | 0  | 0  | 0  | 0  | 0  | 0  |    | 0      |

## Meisterschaft der Damen
Zum Turnier der Damen merkt „Schach“ an, dass das Spiel der Meisterin „nicht in gleichem Maße“ gefallen konnte, wie beim Sieger des Herrenturniers. Hervorgehoben werden die weitere Verjüngung des Feldes und der zweite Platz von Ingrid Hänsel, während die Leistung der vorjährigen Vizemeisterin Jutta Zura unangenehm überraschte.

### Abschlusstabelle
|    | Teilnehmerin        | 01 | 02 | 03 | 04 | 05 | 06 | 07 | 08 | 09 | 10 | 11 | 12 | Punkte |
| -- | ------------------- | -- | -- | -- | -- | -- | -- | -- | -- | -- | -- | -- | -- | ------ |
| 01 | Waltraud Schameitat |    | ½  | 1  | ½  | 1  | 1  | ½  | ½  | 1  | 1  | 1  | 1  | 9      |
| 02 | Ingrid Hänsel       | ½  |    | ½  | 1  | ½  | 1  | 1  | ½  | ½  | 1  | ½  | 1  | 8      |
| 03 | Luise Baumann       | 0  | ½  |    | 1  | 1  | 1  | 0  | 1  | ½  | 0  | 1  | 1  | 7      |
| 04 | Heidi Sutor         | ½  | 0  | 0  |    | 0  | 1  | 1  | 1  | ½  | 1  | 1  | 1  | 7      |
| 05 | Eveline Kraatz      | 0  | ½  | 0  | 1  |    | ½  | 1  | ½  | 1  | ½  | ½  | 1  | 6½     |
| 06 | Gabriele Ortlepp    | 0  | 0  | 0  | 0  | ½  |    | 1  | 1  | 1  | 1  | ½  | 1  | 6      |
| 07 | Gerda Kupka         | ½  | 0  | 1  | 0  | 0  | 0  |    | ½  | 1  | 1  | ½  | 1  | 5½     |
| 08 | Wieteck             | ½  | ½  | 0  | 0  | ½  | 0  | ½  |    | ½  | 1  | 1  | 0  | 4½     |
| 09 | Johanna Feierabend  | 0  | ½  | ½  | ½  | 0  | 0  | 0  | ½  |    | 1  | ½  | ½  | 4      |
| 10 | Jutta Zura          | 0  | 0  | 1  | 0  | ½  | 0  | 0  | 0  | 0  |    | 1  | 1  | 3½     |
| 11 | Elfriede Paschke    | 0  | ½  | 0  | 0  | ½  | ½  | ½  | 0  | ½  | 0  |    | ½  | 3      |
| 12 | Ursula Pohl         | 0  | 0  | 0  | 0  | 0  | 0  | 0  | 1  | ½  | 0  | ½  |    | 2      |

### Dreiviertelfinale
Das Dreiviertelfinale der Damen fand im August 1961 in Aschersleben statt. Hauptschiedsrichter war Dieter Lentschu aus Berlin.
Gruppe I
|   | Teilnehmerin       | 01 | 02 | 03 | 04 | 05 | 06 | 07 | 08 | Punkte |
| - | ------------------ | -- | -- | -- | -- | -- | -- | -- | -- | ------ |
| 1 | Luise Baumann      |    | ½  | 1  | ½  | ½  | 1  | 1  | 1  | 5½     |
| 2 | Ursula Pohl        | ½  |    | 0  | 1  | 0  | 1  | 1  | 1  | 4½     |
| 3 | Gerda Kupka        | 0  | 1  |    | ½  | 0  | 1  | 1  | 1  | 4½     |
| 4 | Lieselotte Janssen | ½  | 0  | ½  |    | 1  | ½  | ½  | 1  | 4      |
| 5 | Anita Karau        | ½  | 1  | 1  | 0  |    | 0  | ½  | 0  | 3      |
| 6 | Maria Wahl         | 0  | 0  | 0  | ½  | 1  |    | ½  | ½  | 2½     |
| 7 | Charlotte Richter  | 0  | 0  | 0  | ½  | ½  | ½  |    | ½  | 2      |
| 8 | Irene Ehnert       | 0  | 0  | 0  | 0  | 1  | ½  | ½  |    | 2      |

Gruppe II
|   | Teilnehmerin       | 01 | 02 | 03 | 04 | 05 | 06 | 07 | 08 | Punkte |
| - | ------------------ | -- | -- | -- | -- | -- | -- | -- | -- | ------ |
| 1 | Elfriede Paschke   |    | ½  | 0  | 1  | 1  | 1  | 1  | 1  | 5½     |
| 2 | Gabriele Ortlepp   | ½  |    | 1  | ½  | ½  | ½  | 1  | 1  | 5      |
| 3 | Johanna Feierabend | 1  | 0  |    | 1  | 0  | 1  | 1  | ½  | 4½     |
| 4 | Friedel Ullrich    | 0  | ½  | 0  |    | 1  | 1  | 1  | 1  | 4½     |
| 5 | Hildegard Heucke   | 0  | ½  | 1  | 0  |    | 0  | 1  | 1  | 3½     |
| 6 | Rita Jäschke       | 0  | ½  | 0  | 0  | 1  |    | 0  | 1  | 2½     |
| 7 | G. Knust           | 0  | 0  | 0  | 0  | 0  | 1  |    | 1  | 2      |
| 8 | St. Weber          | 0  | 0  | ½  | 0  | 0  | 0  | 0  |    | ½      |

In der Berichterstattung wurde hervorgehoben, dass es noch in der letzten Runde eine achtstündige Partie zwischen Feierabend und Heucke gab.
Gruppe III
|   | Teilnehmerin       | 01 | 02 | 03 | 04 | 05 | 06 | 07 | 08 | Punkte |
| - | ------------------ | -- | -- | -- | -- | -- | -- | -- | -- | ------ |
| 1 | Christel Michalzik |    | 1  | 0  | ½  | 1  | 1  | 1  | 1  | 5½     |
| 2 | Heidi Sutor        | 0  |    | ½  | 1  | 1  | 1  | 1  | 1  | 5½     |
| 3 | Ingrid Hänsel      | 1  | ½  |    | ½  | ½  | ½  | ½  | 1  | 4½     |
| 4 | Liddy Knoch        | ½  | 0  | ½  |    | ½  | 1  | 1  | 1  | 4½     |
| 5 | Irene Winter       | 0  | 0  | ½  | ½  |    | 1  | ½  | 1  | 3½     |
| 6 | Christina Rötger   | 0  | 0  | ½  | 0  | 0  |    | 1  | 1  | 2½     |
| 7 | Regina Transfeld   | 0  | 0  | ½  | 0  | ½  | 0  |    | 0  | 1      |
| 8 | Ilse Garms         | 0  | 0  | 0  | 0  | 0  | 0  | 1  |    | 1      |

## Jugendmeisterschaften
| Altersklasse | männlich                     | weiblich               |
| ------------ | ---------------------------- | ---------------------- |
| Kinder       | Eckhard Bordihn (Falkenberg) | Gisela Grund (Leipzig) |
| Jugend       | Reinhard Postler (Greiz)     | Barbara Zobel (Erfurt) |